# Fritz Neuhaus (Ringer)

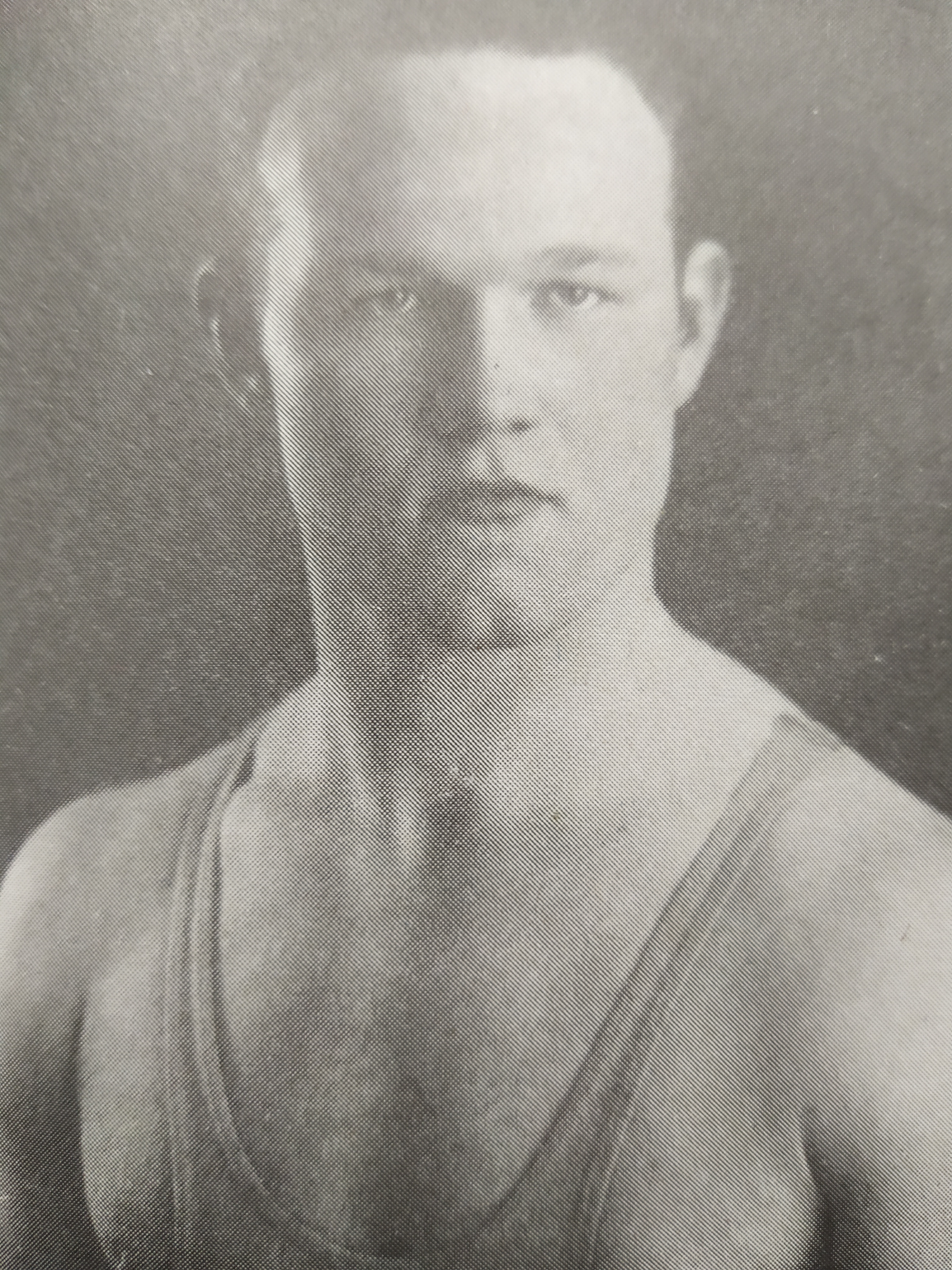
Fritz Neuhaus, EM 1934, Stockholm, Freistil, Bronzemedaille, Mittelgewicht

Fritz Neuhaus (* 5. September 1914 in Essen; † 31. Juli 2000) war ein deutscher Ringer.

## Sportkarriere
Fritz Neuhaus entwickelte sich Anfang der 1930er Jahre zu einem deutschen Spitzenringer sowohl im freien als auch im griechisch-römischen Stil.
Nach ersten Erfolgen auf Kreis-, Gau- und deutscher Ebene wurde er 1934 in Nürnberg deutscher Meister im griechisch-römischen Stil im Mittelgewicht vor Scharfe (Hörde) und Lindner (Talheim).
Auf internationaler Ebene errang er im Jahr 1934 auf einem Turnier in München den zweiten Platz im freien Stil hinter Jean Jourlin aus Frankreich. Weitere Erfolge erzielte er auf internationalen Turnieren in Italien (Rom) und Frankreich (Paris).
Für die deutsche Mannschaft nahm er erfolgreich an Länderkämpfen im Jahr 1934 beim 6:1-Sieg über Ungarn in Ludwigshafen und im Jahr 1935 bei der 3:4-Niederlage gegen Schweden in Malmö teil.
Sein größter Erfolg war der dritte Platz bei den Europameisterschaften 1934 in Stockholm im freien Stil im Mittelgewicht hinter Ivar Johansson (Schweden) und Elis Wecksten (Finnland).
Im Jahr 1935 schied Fritz Neuhaus verletzungsbedingt aus dem Olympiakader für 1936 (Berlin) aus.
Nach dem Zweiten Weltkrieg arbeitete er erfolgreich als Trainer und später als Geschäftsführer des ASV Essen-West 03 (Athletik-Sportverein 1903 Essen-West e. V.), dessen Ringer längere Zeit auch in der Ringer-Bundesliga kämpften.
Einen späten Ringererfolg feierte er als Landesmeister im Jahr 1950. Darüber hinaus wurde er 1969 im Alter von 54 Jahren deutscher Seniorenmeister in der Altersklasse über 50 Jahre.